# Stadtwerke Hof
Die Stadtwerke Hof Holding GmbH ist ein kommunales Versorgungs- und Dienstleistungsunternehmen, das zu hundert Prozent im Besitz der Stadt Hof ist.

## Produkte

### Energie
Die Energieversorgung wird durch die Stadtwerke Hof Energie+Wasser GmbH an der die Stadtwerke zu 80,10 % beteiligt sind, gewährleistet.
Die Leistungen im Energiebereich beinhalten unter anderem Strom, Gas und Fernwärme. Unter dem Namen HofStrom natur bieten die Stadtwerke Ökostrom an. Der Strom hierfür kommt von bayerischen und österreichischen Wasserkraftwerken und wurde vom TÜV Süd zertifiziert.

### Wasser
Die Stadtwerke Hof Energie+Wasser GmbH ist für die Wasserversorgung zuständig. Die Holding ist daran zu 80,10 % beteiligt.
Die Stadt Hof benötigt täglich ca. 7,8 Millionen m³ Trinkwasser. Dieses stammt aus dem Hochbehälter Zobelsreuth, der Fernwasserversorgung Oberfranken und dem des Zweckverbandes zur Wasserversorgung der Gemeinde Gattendorf und der Stadt Hof.

### Bäder

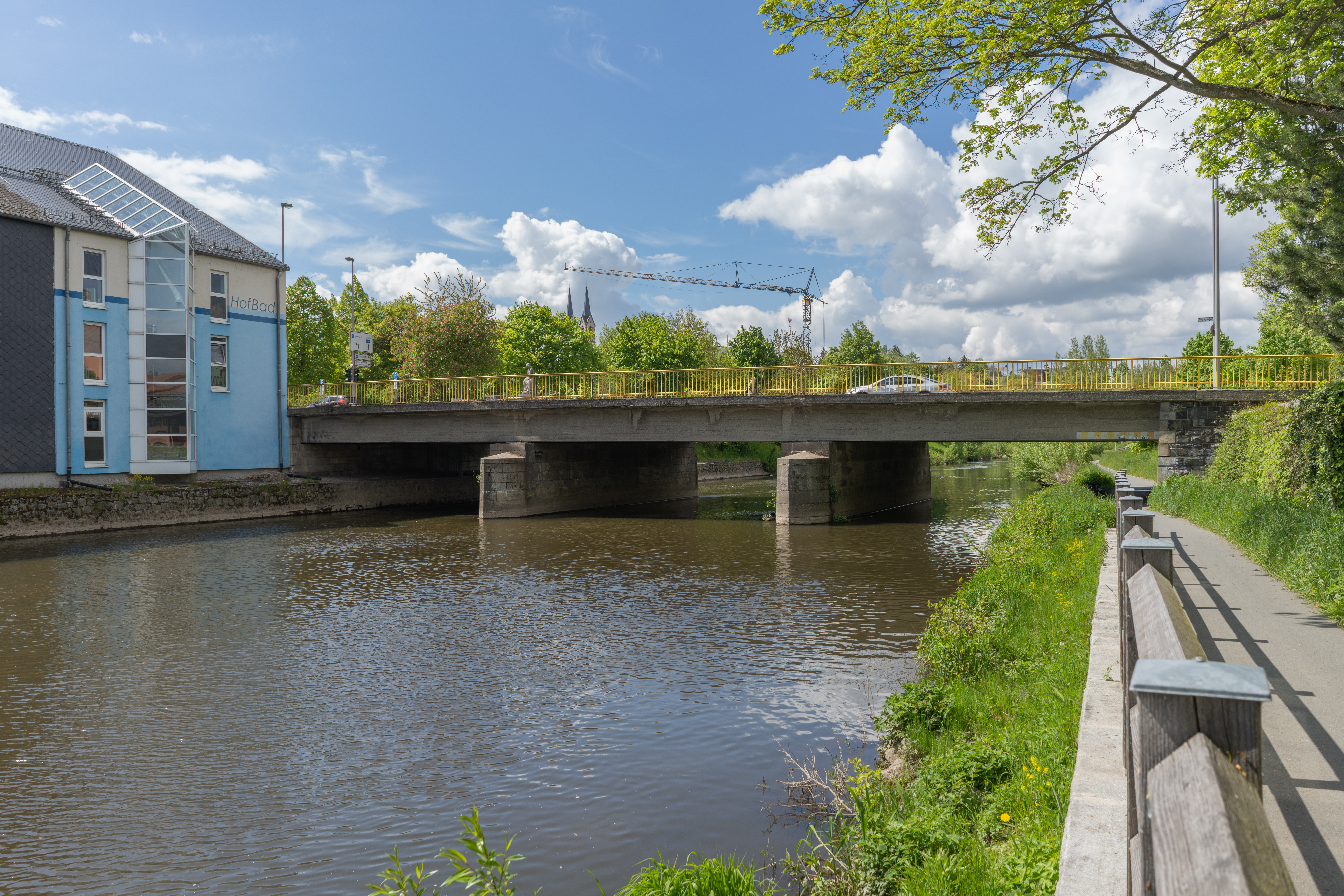
HofBad links an der Saale gelegen

Die HofBad GmbH unterhält ein Hallenbad, ein Freibad und eine Sauna in Hof. Die Holding ist zu 100 % beteiligt.
Das HofBad befindet sich am Oberen Anger direkt an der Saale. Es verfügt unter anderem über Schwimmer- und Nichtschwimmerbecken sowie einen Wildwasserkanal, ein Aroma-Dampfbad, ein Warmsprudelbecken und einer Rutsche.
Im HofBad ist zudem die HofSauna untergebracht.
Des Weiteren gehört zur HofBad GmbH das Hofer FreiBad. Dazu gehören unter anderem Schwimmer- und Nichtschwimmerbecken, eine 100 Meter lange Doppel-Wasserrutsche, ein Sprungbecken inkl. 10-Meter-Turm und zwei Kletterwänden. Das Freibad ist im Sommer stark frequentiert, so waren es am 31. Juli 2018 insgesamt 2701 Besucher.

### Öffentlicher Personennahverkehr (ÖPNV)
Die HofBus GmbH ist zu 100 % ein Unternehmen der Holding. Die HofBus betreibt 12 Stadtbuslinien. Pro Jahr werden etwa fünf Millionen Personen befördert. Es gibt 260 Haltestellen im Stadtgebiet.

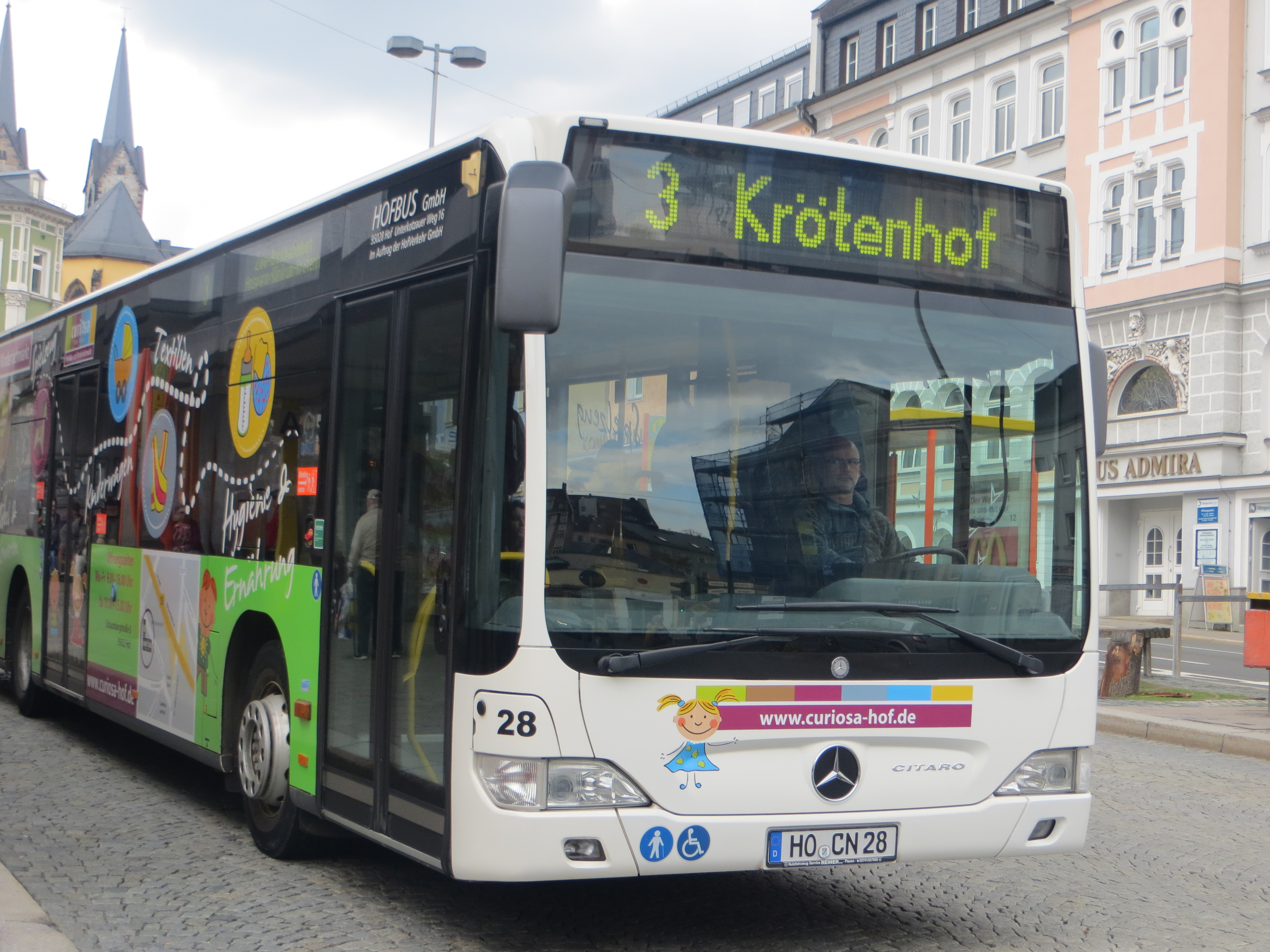
Stadtbus der HofBus
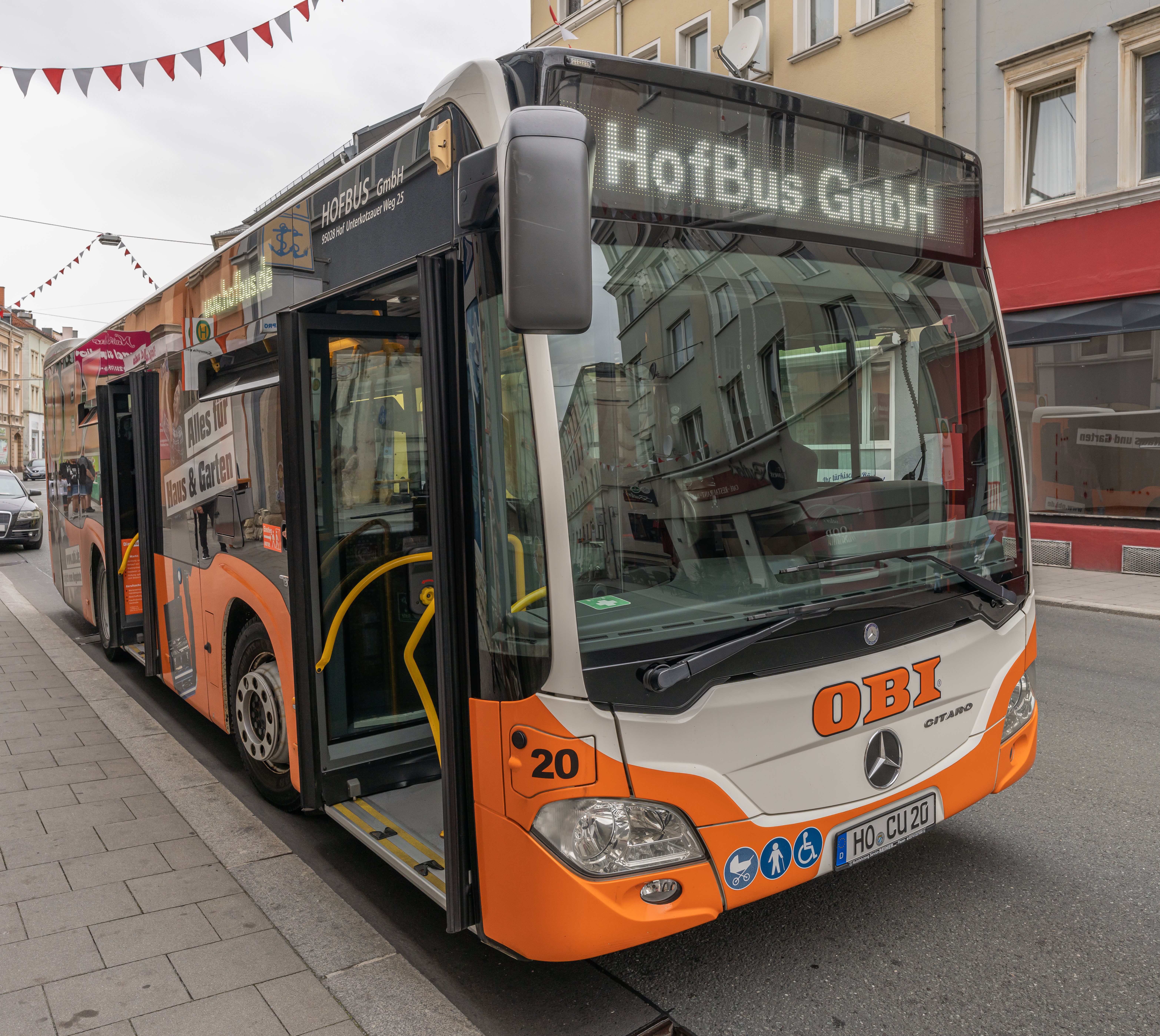
Gerade unbenutzter Bus mit HofBus-GmbH-Anzeige
Eine Bushaltestelle der HofBus GmbH

### Wohnen
Die Stadterneuerung Hof GmbH besitzt mehrere Immobilien in der Stadt. Die Holding ist zu 94,99 % beteiligt, die Stadt selbst zu 5,01 %.
Zu den Immobilien gehören Mietobjekte im gesamten Stadtgebiet.

## Beteiligungen
An der Stadtwerke Hof Energie+Wasser GmbH sind außer der Stadtwerke Hof Holding GmbH weitere Unternehmen beteiligt:
- Hexa.Kon GmbH (33,16 %)
- Bayernwerk AG (19,90 %)
- enPlus eG (8,33 %)

## Sonstiges

Ein Graffito des Künstlerduos „Anger“ und „Thor“ in der Ascher Straße

Im Jahr 2021 haben die Sprayer „Anger und Thor“ in der Ascher Straße ein Graffito an dem Stromhäuschen angebracht. Zu sehen ist ein orangefarbener Retro-Bus der Stadtwerke Hof. Ziel war das Vorantreiben einer farbenfroheren Vielfalt im Auftreten der Saalestadt Hof.